# Animals as Leaders (Album)
Animals as Leaders ist das Debütalbum der gleichnamigen Progressive-Metal-Band von Tosin Abasi. Es erschien im Jahr 2009 bei Prosthetic Records.

## Entstehung und Veröffentlichung
Nach dem Ende seiner Metalcore-Band Reflux wurde Abasi von Prosthetic Records zu einem Soloalbum angeregt. Nachdem er das Angebot zunächst abgelehnt hatte, spielte er 2008 für das Projekt Gitarre und Bass selbst ein und ließ Keyboardpassagen und das Schlagzeug von Misha Mansoor (Periphery) programmieren. Animals as Leaders erschien im April 2009 und wurde 2011 mit 3D-Artwork und Bonus-Titel auch auf Doppel-LP veröffentlicht.

## Titelliste
1. Tempting Time – 5:23
2. Soraya – 4:27
3. Thoroughly at Home – 4:02
4. On Impulse – 6:09
5. Tessitura – 1:06
6. Behaving Badly – 4:26
7. The Price of Everything and the Value of Nothing – 5:32
8. CAFO – 6:41
9. Inamorata – 6:08
10. Point to Point – 1:44
11. Modern Meat – 2:06
12. Song of Solomon – 4:16

Bonus-Titel
1. Wave of Babies – 5:29

## Stil
Animals as Leaders spielen auf dem Album instrumentalen Progressive Metal, der von Abasis virtuosem und abwechslungsreichem Gitarrenspiel dominiert wird. Er deckt dabei „die Bandbreite zwischen unverzerrtem, latin-artigem Saitengezupfe, quirlig-schnellen Soli und brachialen Riffs nahezu vollständig“ ab. Gelegentlich werden einige Keyboardeffekte verwendet und die Rhythmen sind komplex programmiert. Einflüsse aus Djent, Space Rock, Jazz und Elektronischer Musik sind wahrnehmbar, es werden Vergleiche zu Meshuggah, Cynic, Pelican, Liquid Tension Experiment, Steve Vai und Joe Satriani gezogen.

## Rezeption
Das Album wurde von der Presse überwiegend positiv aufgenommen. Mike Borrink vom Rock Hard urteilt: „Was Abasi dabei auf seinen sieben bzw. acht Saiten zaubert, ist wirklich fantastisch, dennoch bleibt das Album überwiegend emotionslos, obwohl immer wieder auch gefällige Melodien eingestreut werden.“ Auch bei Kai Lorenz Kruppa von den Babyblauen Seiten hinterlässt das Album deshalb „einen zwiespältigen Eindruck“, doch Nik Brückner lobt: „Vor allem aber ist es die allgegenwärtige Intelligenz der beteiligten Musiker, die einen beim Hören so begeistert. Hier wird nichts auf Kosten anderer Elemente vernachlässigt: Virtuosität hat ihren Platz, aber auch Melodie und Geschmack.“ Das eclipsed-Magazin nahm Animals as Leaders in seine Liste der Progmetal-Meilensteine auf.